# Agios Stefanos (Ahaia)
Agios Stefanos  este un oraș în Grecia în Prefectura Ahaia.